# Pseudhammus feae
Pseudhammus feae là một loài bọ cánh cứng trong họ Cerambycidae.